# Holland Car DOCC
Der Holland Car DOCC ist ein PKW-Modell des äthiopischen Automobilherstellers Holland Car. Es war das erste Modell des von 2005 bis 2013 bestehenden Unternehmens und wurde in von FIAT erworbener Lizenz gefertigt.
Der Modellname „DOCC“ ist eine Abkürzung für „Dutch Overseas Car Company“.
Der DOCC war nur in der Version 1600 cc lieferbar. Diese hat einen Vierzylinder-1581-cm³-Motor mit einer Leistung von 59 kW. Bis zu 1100 kg Anhängelast können mit dem DOCC bewegt werden. Der Kofferraum des DOCC bietet für bis zu 360 Liter Platz. Die Höchstgeschwindigkeit liegt bei 170 km/h. Lieferbar ist der DOCC in sechs verschiedenen Farben.
Das Interieur des DOCC wurde nicht aktuellen Designs angepasst. Auch Extras waren nicht bestellbar. So ist das Fahrzeug im Stil der mittleren 1980er Jahre und weist für den heutigen Geschmack einen spartanischen Eindruck auf. Doch trotz allem weist der DOCC 1600 cc bereits standardmäßig viele technische Ausrüstungen auf, welche das Fahrzeug komfortabler machen. Dies sind zum Beispiel stoßabsorbierende Front- und Heckschürzen, Kopfstützen vorn und hinten, Kindersicherung und einiges mehr.